# Dia Mundial do Rádio
Dia Mundial do Rádio (em francês:  Le jour mondial de la radio) é um dia internacional comemorado a 13 de fevereiro de cada ano. O Dia foi decidido pela UNESCO a 3 de novembro de 2011 durante a sua 36ª conferência.

## Origem
A pedido da Academia Espanhola do Rádio, a 20 de setembro de 2010, a Espanha propôs que o Conselho Executivo da UNESCO incluísse um item na agenda sobre a proclamação de um Dia Mundial do Rádio. O item para a proclamação de um “Dia Mundial do Rádio” foi adicionado à agenda provisória a 29 de setembro de 2011. A UNESCO realizou uma ampla consulta em 2011 com diversas partes interessadas, como associações de radiodifusão, agências da ONU, fundos e programas, ONGs relevantes, fundações e agências bilaterais de desenvolvimento, bem como Delegações Permanentes da UNESCO e Comissões Nacionais para a UNESCO. Entre as respostas, 91% foram a favor do projeto, incluindo o apoio oficial da União de Radiodifusão dos Estados Árabes (ASBU), da União de Radiodifusão da Ásia-Pacífico (ABU), da União Africana de Radiodifusão (AUB), da União de Radiodifusão do Caribe ( CBU), a União Europeia de Radiodifusão (EBU), a International Association of Broadcasting (IAB), a Associação Norte-Americana de Radiodifusoras (NABA), a Organización de Telecomunicaciones Ibeoramericanas (OTI), BBC, URTI, Rádio Vaticano, entre outras. Os resultados desta consulta estão disponíveis no documento 187 EX/13 da UNESCO.
Em dezembro de 2012, a Assembleia Geral da ONU endossou a proclamação do Dia Mundial do Rádio, que assim se tornou um dia a ser comemorado por todas as agências, fundos e programas da ONU e seus parceiros. Vários órgãos da indústria do rádio em todo o mundo, apoiam a iniciativa, incentivando estações em países desenvolvidos a ajudar aqueles no mundo em desenvolvimento. Na UNESCO, a consulta, a proclamação e as comemorações ficaram a cargo de Mirta Lourenço, Chefe do Setor de Desenvolvimento de Média.

## Temas do Dia Mundial do Rádio
| Ano  | Tema                                               |
| ---- | -------------------------------------------------- |
| 2012 | Dia Mundial do Rádio 2012                          |
| 2013 | Dia Mundial do Rádio 2013                          |
| 2014 | Igualdade de género no rádio                       |
| 2015 | Jovens e rádio                                     |
| 2016 | O rádio em tempos de desastre e emergência         |
| 2017 | O rádio és tu                                      |
| 2018 | Rádio e desporto                                   |
| 2019 | Diálogo, tolerância e paz                          |
| 2020 | Diversidade                                        |
| 2021 | Novo mundo, novo rádio                             |
| 2022 | O rádio e a confiança                              |
| 2023 | O rádio e a Paz                                    |
| 2024 | Rádio: Um século informando, entretendo e educando |
| 2025 | Rádio e mudanças climáticas                        |